# Drevenik (Észak-Macedónia)
Drevenik (macedónul: Древеник, albánul Dreveniku) település Észak-Macedóniában, a Pelagonijai körzet Bitolai járásában.

## Népesség
| Lakosok száma | 466  | 440  | 117  | 147  | 116  | 61   | 47   | 26   | 3    |
|               | 1948 | 1953 | 1961 | 1971 | 1981 | 1991 | 1994 | 2002 | 2021 |

2002-ben 26 lakosa volt, akik mindannyian albánok.